# Cantonul Montsalvy
Cantonul Montsalvy este un canton din arondismentul Aurillac, departamentul Cantal, regiunea Auvergne, Franța.

## Comune
| Comune                | Populație (1999) | Cod poștal | Cod INSEE |
| --------------------- | ---------------- | ---------- | --------- |
| Calvinet              | 467              | 15340      | 15027     |
| Cassaniouze           | 517              | 15340      | 15029     |
| Junhac                | 333              | 15120      | 15082     |
| Labesserette          | 264              | 15120      | 15084     |
| Lacapelle-del-Fraisse | 287              | 15120      | 15087     |
| Ladinhac              | 481              | 15120      | 15089     |
| Lafeuillade-en-Vézie  | 564              | 15130      | 15090     |
| Lapeyrugue            | 107              | 15120      | 15093     |
| Leucamp               | 236              | 15120      | 15103     |
| Montsalvy             | 890              | 15120      | 15134     |
| Sansac-Veinazès       | 200              | 15120      | 15222     |
| Sénezergues           | 193              | 15340      | 15226     |
| Vieillevie            | 114              | 15120      | 15260     |